# Nathan Zach
Harry Seitelbach (idioma hebreo: נתן זך) (Berlín, República de Weimar, 13 de diciembre de 1930 - Ramat Gan, Israel, 6 de noviembre de 2020), también conocido como Natan Zach, fue un poeta israelí, de padre alemán y de madre italiana, pero que emigró a Haifa (Israel) cuando era niño. Este escritor y pensador tuvo gran influencia sobre el desarrollo de la poesía moderna hebrea, como redactor y crítico, y también como traductor y poeta. Nathan Zach fue uno de los más importantes contribuyentes en relación con la poesía hebrea desde los años 1950, siendo conocido sobre todo en Israel, por las traducciones de algunas obras de Lasker-Schüler y Allen Ginsberg.

## Biografía
Nacido en Berlín, el artista entonces niño emigró en 1936 a lo que entonces era Palestina bajo mandato británico. En lo militar, sirvió en Tsahal (Fuerzas de Defensa de Israel, corrientemente designado con el acrónimo Tsahal, que en hebreo se escribe צה"ל) durante la llamada guerra árabe-israelí de 1948.
En 1955 publicó su primera recopilación de poesías (Shirim Rishonim, en hebreo: שירים ראשונים‎) y tradujo numerosas piezas de teatro alemanas para el teatro hebraico.
De niño fue a Haifa donde llegó y se instaló con su familia. Perteneció a la avant-garde (vanguardismo) de un grupo de poetas, que comenzaron a publicar sus obras después del establecimiento del Estado de Israel. Como poeta, Nathan Zach tuvo una fuerte influencia sobre el desarrollo de la poesía hebraica moderna, aunque también escribió como crítico literario y como traductor de obras literarias. Este artista se distinguió entre los poetas isrealíes de la generación de los años 1950 y 1960, por causa de su manifiesto poético Zeman veRitmus etsel Bergson uvaShira haModernit [Tiempo y rima en Bergson y en la poesía moderna].
Nathan Zach fue uno de los más importantes innovadores de la poesía hebraica desde los años 1950, y es ampliamente reconocido en Israel por las traducciones de la poesía de Else Lasker-Schüler y Allen Ginsberg.
Su ensayo titulado "Reflexiones sobre la poesía de Alterman" publicado en 1959 en la revista Akhshav (Ahora), fue un encendido manifiesto para la rebelión del grupo "Likrat" contra el pathos lírico de los poetas sionistas. En efecto, este manifiesto atacaba a Nathan Alterman, lo que para la época era una audacia, ya que este último era uno de los más importantes y estimado poeta del país. En el citado ensayo, Zach se manifestaba partidario por nuevas reglas poéticas, las que diferían de las tradicionales, que regulaban el ritmo y la métrica usual de la poesía nacional de la época.
Entre 1960 y 1967, Zach impartió cursos en varias instituciones de enseñanza superior en Tel Aviv y Haifa. De 1968 a 1979, vivió en Inglaterra, donde obtuvo un doctorado (concretamente el título de philosophiae doctor o PhD) en la Universidad de Essex. Luego de su retorno a Israel, dictó cursos en la Universidad de Tel Aviv, y fue recibido como profesor en la Universidad de Haifa. También fue presidente del grupo encargado del repertorio del Teatro Ohel y del Teatro Cámeri.
En 2005, fue elegido la personalidad israelí n.º 188, en las más importantes series de sondaje de los sitios israelíes de informaciones y noticias.

## Distinciones y acogida de la crítica
Aclamado en el mundo entero, Nathan Zach fue llamado "el más elocuente e insistente vocero del movimiento moderno de la poesía hebraica". Sin duda, este literato es uno de los poetas israelíes más conocidos fuera de su propio país.
- En 1982, fue recompensado con el Premio Bialik de literatura israelí.[13]

- En 1993 recibió el Premio Feronia en Roma.[12]

- En 1995, le otorgaron el Premio Israel de poesía hebraica.[14]

## Polémica
En julio de 2010, fue entrevistado por la cadena israelí de televisión Canal 10, oportunidad en la que Zach acusó a los judíos sefardíes originarios de países musulmanes, de ser inferiores a los judíos asquenazís : "la idea de reunir a gente que no tenían nada en común entonces apareció; una parte provienen de la cultura más elevada que existe - la cultura occidental - y la otra parte viene de zonas más atrasadas." Acusado de racismo, una petición solicita el retiro de los trabajos de Zach de los cursos escolares, así como su propia exclusión de todos los cargos académicos. El texto de la petición expresaba : "Es inconcebible que se exija a estudiantes y particularmente a sefaradíes, que memoricen poemas de un hombre que menosprecia su cultura y que la define públicamente como inferior... El Ministerio de Educación tiene la obligación de actuar y de expresar claramente a todos, que no permitirá que estas desafortunadas opiniones se cobijen bajo sus alas." (loc. cit.)

## Obras publicadas y bibliografía[16]
- Shirim Rishonim, Primeros poemas, Ha-masa, 1955.
- Shirim Shonim, Diferentes poemas, Alef, 1960.
- Col He-Halav Ve Ha-Devash, (poesía), Toda la leche y la miel, Am Oved, 1966.
- Zeman Ve-Rytmus Etzel Bergson U Ba-Shirah Ha-Modernit, Tiempo y ritmo en la literatura de Bergson y en la poesía moderna, Alef, 1966.
- Bimkom Halom, (poesía), Un sueño en el lugar, Massada Gallery, 1966.
- Tzfonit Mizrahit, (poesía), Norte por noreste, Hakibbutz Hameuchad, 1979.
- Kavei Avir, (ensayo), Compañía aérea, Keter, 1983.
- Anti-Mechikon, (poesía), Duro de acordarse, Hakibbutz Hameuchad, 1984.
- Beit Sfer Le-Rikudim, (pieza), La escuela de danza, Keter, 1985.
- Shirim Al Kelev Ve-Kalbah, (infantil), Poema sobre un perro y una vaca, Hameuchad, 1990.
- Keivan She-Ani Ba-Svivah, (poesía), Porque yo estoy alrededor, Hakibbutz Hameuchad/Siman Kriah, 1996.
- Mot Imi, (prosa), La muerte de mi madre, Hakibbutz Hameuchad, 1997.
- Key Ha'adam Hoo Etz Hasadeh, (poemas y cantos), Para el hombre es un árbol del campo, Tammuz, 1999.